# Championnats d'Europe de cyclisme sur route 2010
Navigation
Édition précédente Édition suivante
Les Championnats d'Europe de cyclisme sur route 2010 se sont déroulés du 15 au 18 juillet 2010, à Ankara en Turquie.

## Compétitions
| Jeudi 15 juillet - 12:00 Femmes - moins de 23 ans, 25,900 km - 15:00 Hommes - Juniors, 25,900 km Vendredi 16 juillet - 12:00 Femmes - Juniors, 13,500 km - 15:00 Hommes - moins de 23 ans, 25,900 km | Samedi 17 juillet - 10:00 Hommes - Juniors, 148,500 km - 14:30 Femmes - moins de 23 ans, 121,500 km Dimanche 18 juillet - 10:00 Femmes - Juniors, 84,000 km - 14:00 Hommes - moins de 23 ans, 189,000 km |

## Résultats
| Compétitions             | Or                           | Temps           | Argent                        | Temps  | Bronze                    | Temps        |
| Hommes - moins de 23 ans |                              |                 |                               |        |                           |              |
| Course en ligne          | Piotr Gawroński Pologne      | 4 h 03 min 08 s | Nélson Oliveira Portugal      | + 1 s  | Arnaud Démare France      | + 3 s        |
| Contre-la-montre         | Alex Dowsett Grande-Bretagne | 31 min 08 s     | Geoffrey Soupe France         | + 14 s | Nélson Oliveira Portugal  | + 18 s       |
| Hommes - Juniors         |                              |                 |                               |        |                           |              |
| Course en ligne          | Blaž Bogataj Slovénie        | 3 h 10 min 59 s | Bryan Coquard France          | m.t.   | Rafael Reis Portugal      | m.t.         |
| Contre-la-montre         | Kiril Yatsevich Russie       | 32 min 08 s     | Émilien Viennet France        | + 4 s  | Marlen Zmorka Ukraine     | + 35 s       |
| Femmes - moins de 23 ans |                              |                 |                               |        |                           |              |
| Course en ligne          | Noortje Tabak Pays-Bas       | 3 h 08 min 21 s | Lesya Kalitovska Ukraine      | + 00 s | Aušrinė Trebaitė Lituanie | + 01 s       |
| Contre-la-montre         | Alexandra Burchenkova Russie | 34 min 37 s     | Emilia Fahlin Suède           | + 11 s | Katazina Sosna Lituanie   | + 52 s       |
| Femmes - Juniors         |                              |                 |                               |        |                           |              |
| Course en ligne          | Anna Trevisi Italie          | 2 h 05 min 31 s | Pauline Ferrand-Prévot France | + 0 s  | Rossella Ratto Italie     | + 2 s        |
| Contre-la-montre         | Hanna Solovey Ukraine        | 17 min 42 s     | Pauline Ferrand-Prévot France | + 36 s | Alexia Muffat France      | + 1 min 15 s |

## Tableau des médailles
| Rang  | Nation          | Or | Argent | Bronze | Total |
| ----- | --------------- | -- | ------ | ------ | ----- |
| 1     | Russie          | 2  | 0      | 0      | 2     |
| 2     | Ukraine         | 1  | 1      | 1      | 3     |
| 3     | Italie          | 1  | 0      | 1      | 2     |
| 4     | Grande-Bretagne | 1  | 0      | 0      | 1     |
| 4     | Pays-Bas        | 1  | 0      | 0      | 1     |
| 4     | Pologne         | 1  | 0      | 0      | 1     |
| 4     | Slovénie        | 1  | 0      | 0      | 1     |
| 8     | France          | 0  | 5      | 2      | 7     |
| 9     | Suède           | 0  | 1      | 0      | 1     |
| 10    | Portugal        | 0  | 1      | 2      | 3     |
| 11    | Lituanie        | 0  | 0      | 2      | 2     |
| Total | Total           | 8  | 8      | 8      | 24    |